# Keep the Dog
Keep the Dog è stato un sestetto di rock sperimentale formato a New York nel 1989 dal compositore, chitarrista e improvvisatore britannico Fred Frith, per avere inizialmente un gruppo di supporto durante le esibizioni dal vivo di quel periodo.
La formazione comprendeva anche René Lussier, Jean Derome, Zeena Parkins, Bob Ostertag and Kevin Norton, poi sostituito da Charles Hayward. Fino a metà del 1991, la band suonò in Europa, Nord America e Unione Sovietica. Venne pubblicato un unico album postumo nel 2003, That House We Lived In, registrazione dell'ultimo tour europeo.

## Storia
Il progetto Keep the Dog venne formato nel 1989 per eseguire selezioni del repertorio di Frith dei quindici anni precedenti, sia solista sia dei gruppi cui apparteneva (come Henry Cow, Massacre, Skeleton Crew e French Frith Kaiser Thompson). Tra i musicisti il chitarrista volle l'artista del suono Ostertag, che si era ritirato dalla musica all'inizio degli anni ottanta. Costui, dopo essere stato convinto a far parte della band, dovette mettersi al passo con i nuovi sviluppi nella tecnologia musicale, in particolare nell'uso di MIDI e campionatori digitali.
Sebbene l'originario scopo, la band divenne un ente autonomo che cominciò a eseguire liberamente le composizioni di Frith, divenendo, nel 1991, un puro complesso d'improvvisazione. Frith disse in un'intervista dell'epoca: "Il gruppo è in continua evoluzione verso cose che non ci aspettiamo."
Suonò in diverse manifestazioni negli Stati Uniti, in Canada, nell'Europa continentale e nell'ex Unione Sovietica. Ogni concerto era diverso: Frith spesso si destreggiava con il materiale e in alcuni casi lo ri-arrangiava, ad esempio se un locale disponeva di un pianoforte. Pur rimanendo un sestetto per tutto il tempo, occasionalmente si aggiungevano sul palco musicisti ospiti, tra cui Tom Cora, John Zorn e Tenko Ueno. 
Essendo una band itinerante, i Keep the Dog non andarono mai in studio, ma ogni concerto che fecero venne registrato su DAT e distribuito come bootleg. Frith non prese mai in considerazione l'idea di pubblicare ufficialmente il loro lavoro fino a un decennio dopo che la band smise di esibirsi. In un'intervista del 2003, disse:
Leidecker setacciò circa venti bootleg dalle esibizioni finali di maggio e giugno 1991 della band in Austria, Germania e Italia, e ci costruì un montaggio che passò a Frith per ulteriori modifiche. Il risultato venne pubblicato in un doppio CD nel 2003 dalla Fred Records,That House We Lived In. Nelle note di copertina il chitarrista scrisse:
Il disco venne generalmente ben accolto dalla critica. Beppe Colli scrisse per il sito Clouds and Clocks che i Keep the Dog suonano il materiale di Frith "con una freschezza, sicurezza e creatività" che dimostra quanto bene il sestetto lavori insieme. Recensendo l'album su AllMusic, François Couture affermò che è "un must" per gli appassionati della "composizione più vivace e vivace di Frith". In Sonic Transports: New Frontiers in Our Music (1990), Nicole V. Gagné disse che la musica del gruppo porta "la precisione e l'esecuzione estesa e senza sosta degli Skeleton Crew a livelli epici".

## Formazione
- Fred Frith – chitarra elettrica, basso elettrico, violino, voce
- René Lussier – chitarra elettrica, basso elettrico
- Jean Derome – sassofono contralto, sassofono baritono, flauto traverso, voce
- Zeena Parkins – fisarmonica, arpa elettrica, pianoforte, sintetizzatore, voce
- Bob Ostertag – tastiera campionatore
- Kevin Norton – batteria, percussioni, voce
- Charles Hayward – batteria, percussioni, voce

## Discografia
- That House We Lived In - album dal vivo (2003)

Altre apparizioni
- AA.VV., Angelica 91 (1991) – include due brani registrati durante il concerto del 12 maggio 1991 presso AngelicA - festival internazionale di musica